# Buchanan Island
Buchanan Island ist eine unbewohnte Insel im australischen Northern Territory. Sie ist 52,7 Kilometer vom australischen Festland entfernt. Die Insel wird zu den Tiwi-Inseln gezählt.
Die Insel ist sehr flach. Die höchste Erhebung liegt nur einen Meter über dem Meeresspiegel.
Die Insel umrundet ein Sandstrand.